# フリッツ・ザウケル
エルンスト・フリードリヒ・クリストフ・“フリッツ”・ザウケル（Ernst Friedrich Christoph "Fritz" Sauckel、1894年10月27日 - 1946年10月16日）は、ドイツの政治家。ナチス党政権下のドイツで、労働力配置総監およびテューリンゲン大管区指導者を務めた。

## 略歴
1894年にバイエルン王国のハッスフルト（de:Haßfurt）にて郵便局員の息子として生まれる。15歳の時、家計を支えるため学校を中退し、ノルウェー・スウェーデン間航路の船員となり、世界中を旅した。その後、第一次世界大戦では従軍し、フランス軍の捕虜となった。
戦後の1921年、ナチ党に入党（党員番号：1,395）。工場労働者として働く傍ら、党活動に実直に打ち込んだ功績が認められ、幹部として出世の道を歩むようになる。1927年にはテューリンゲン大管区指導者に就任し、彼の指導下で大管区はヴァイマル政府に対する『反逆区（Trutzgau）』として活動的となる。1932年にはテューリンゲン州首相を歴任し、1933年には同州国家代理官に就任。1934年には親衛隊名誉中将、1937年には突撃隊名誉大将、1942年には親衛隊大将の称号を与えられている（隊員番号：254.890）。

## 労働力配置総監として

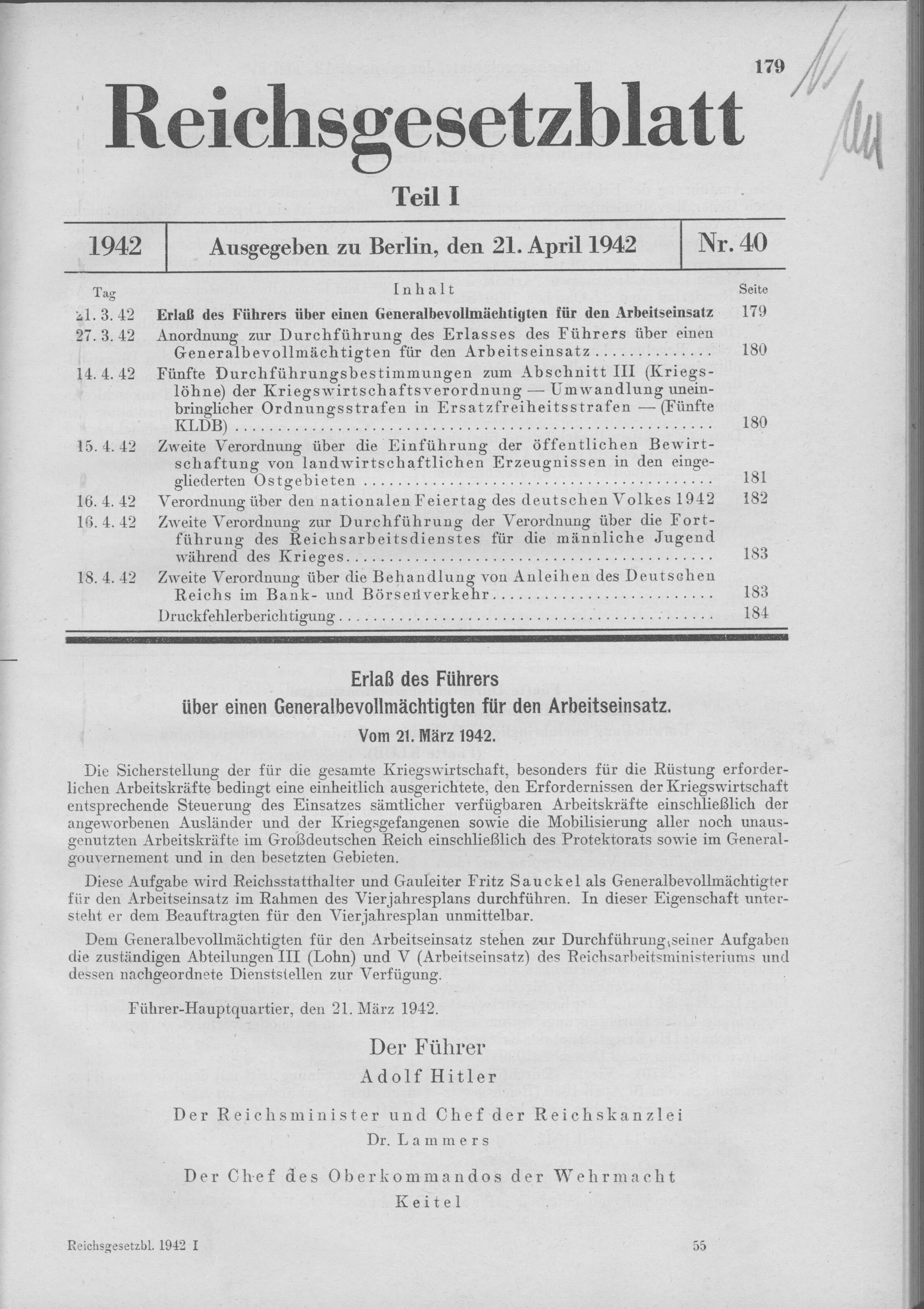
ザウケルの労働力配置総監就任に関する総統命令を掲載した官報（1942年4月21日発行）

1936年、ザウケルはワイマールにヴィルヘルム＝グストロフ財団を設立し、アドルフ・ヒトラーによってこの兵器産業の会長に任命された。1938年から1939年まで彼は、ヘルマン・ギースラーに設計を依頼したワイマールの『ヴィラ・ザウケル』の別荘で過ごしていた。この建物の建設には強制収容所からの強制労働者が動員されていた。1939年9月1日、第二次世界大戦が勃発すると、第IX軍管区（カッセル）の全国防衛委員に就任した。
1942年3月21日、マルティン・ボルマンの助言により、労働力配置総監に就任し、軍需大臣アルベルト・シュペーアの軍需向上における労働力確保の要求に応じ、3年に渡りザウケルとその仲間は、ヨーロッパの占領地区から、総数500万～700万人の労働者となり得る者を強制連行した。

## 裁判
戦後ザウケルは逮捕され、ニュルンベルク裁判において、本人は強制収容所の存在の不認知や関わりを否定したが「住民とユダヤ人の強制連行」の罪で有罪が認められ、1946年10月1日に絞首刑の判決を受けた。裁判中は、彼の激しい東フランケン語訛により、通訳や裁判官からもっとわかりやすく話すように、と注意されることが多かったという。
ザウケルは、同じ被告人であるシュペーアが、ザウケルの要請に応じて次々と強制労働者を供給していたにもかかわらず、懲役刑の判決で済んだことが信じられなかった。獄中においてザウケルは、2通の長文の伝記的な手記を残している。その中で、彼は反ユダヤ主義的な感情を持っていたことを否定しているが、それまでの彼の発言との間に矛盾を孕んでいる。彼自身の自己分析では、自らが国家社会主義者であり、祖国を愛する理想主義者であると描いている。また、ヨーゼフ・ゲッベルスやハインリヒ・ヒムラー、ボルマン達がいなければ、ヒトラーは「ドイツ史で最も栄光のある人物」となっていただろうと述べており、「総統」への信仰は揺るぎないものだった。
死刑を予想していなかったザウケルは激しく動揺し、同じく死刑判決を受けたアルトゥル・ザイス＝インクヴァルトが「党同志ザウケル！」と呼んで励まさなければならないほどだった。
1946年10月16日、死刑判決を受けた被告人たちの中では8番目に刑が執行された。最期の言葉は、「私は無実のうちに死ぬ。死刑は不当だ。神よドイツを守りたまえ！」だった。自殺したゲーリングを含めてザウケルら11人の遺体は、アメリカ軍のカメラマンによって撮影された。撮影後、木箱に入れられ、アメリカ軍のトラックでミュンヘン郊外の墓地の火葬場へ運ばれ、そこで焼かれた。遺灰はイーザル川の支流コンヴェンツ川に流された。
因みに、ニュルンベルク刑務所付心理分析官であったグスタフ・ギルバート大尉が、開廷前に被告人全員に対して行ったウェクスラー・ベルビュー成人知能検査によると、ザウケルの知能指数は118で、全被告中ではユリウス・シュトライヒャー、エルンスト・カルテンブルンナーに次いで、3番目に低かった。

## 脚注

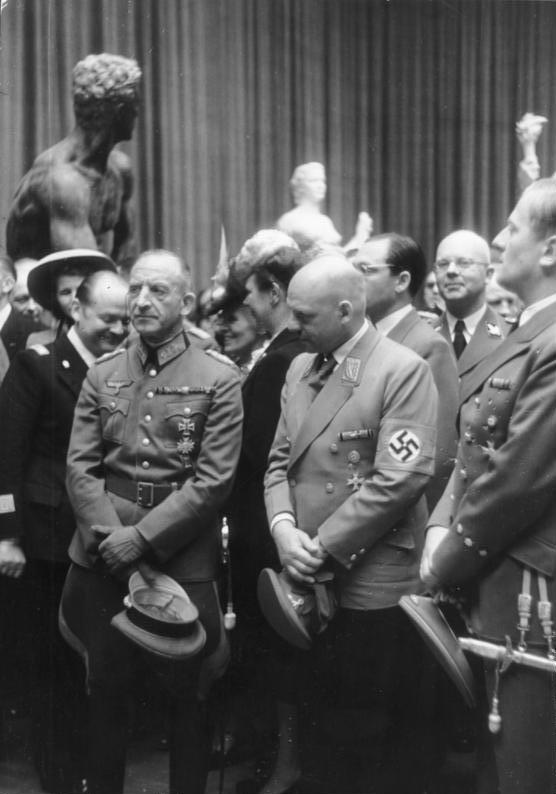
パリ訪問時(1942年、前列右から2人目)

## 栄典
- 黄金党員名誉章
- ナチ党勤続章
  - 勤続25年金章
  - 勤続15年銀章
  - 勤続10年銅章
- 古参闘士名誉章
- コーブルク闘争名誉章
- 突撃隊体力検定章
  - 銅章
- 親衛隊名誉リング
- 親衛隊全国指導者名誉長剣